# Горки Горбуси
 Горки Горбуси  — опустевшая деревня в Жарковском муниципальном округе Тверской области.

## География
Находится в юго-западной части Тверской области на расстоянии приблизительно 8 км по прямой на юго-запад по прямой от районного центра поселка Жарковский.

## История
Деревня уже была отмечена на карте 1846—1863 годов. В 1859 году здесь (территория Поречского уезда Смоленской губернии) был учтен 1 двор в сельце Горки и 6 дворов в деревне Горки, в 1927 — 5 в деревне Горки и 7 в деревне Горбуси. До 2022 года входила в состав ныне упразднённого Щучейского сельского поселения.

## Население
Численность населения: 6 человек в сельце Горки и 63 в одноименной деревне (1859 год), 1 (русские 100 %) в 2002 году, 0 в 2010.